# مايومي سادا
مايومي سادا (باليابانية: 佐田真由美) هي عارضة أزياء وعارضة ومغنية وممثلة يابانية، ولدت في 23 أغسطس 1977 في اليابان.

## أعمال

### أفلام
- (2004) كاشيرن

## وصلات خارجية
- مايومي سادا على موقع IMDb (الإنجليزية)
- مايومي سادا على موقع ألو سيني (الفرنسية)
- مايومي سادا على موقع ميوزك برينز (الإنجليزية)
- مايومي سادا على موقع أول موفي (الإنجليزية)
- مايومي سادا على موقع قاعدة بيانات الفيلم (الإنجليزية)
- مايومي سادا على موقع كينوبويسك (الروسية)